# Coppa San Geo
Die Coppa San Geo ist ein Italienisches Eintagesrennen im Straßenradsport, das in Salò ausgetragen wird. 
Die Erstaustragung war 1931, doch bereits 1932 wurde die Veranstaltung wieder eingestellt. 1993 folgte schließlich die Wiederaufnahme des Rennbetriebs. Von 2005 bis 2009 war der Coppa San Geo Teil der UCI Europe Tour in UCI-Kategorie 1.2. Seit 2010 ist das Rennen im italienischen Radsportkalender gelistet.
Bisher wurde der Wettbewerb fast ausschließlich von Italienern gewonnen. 2007 konnte mit Hrvoje Miholjević ein kroatischer Radrennfahrer gewinnen.

## Sieger
| - 2025 Matteo Ambrosini - 2024 Bryan Olivo - 2023 Davide Persico - 2022 Samuele Zambelli - 2021 Davide Persico - 2020 Enrico Zanoncello - 2019 Emmanuele Pizzo - 2018 Filippo Tagliani - 2017 Leonardo Bonifazio - 2016 Michele Gazzara - 2015 Davide Ballerini - 2014 Alberto Tocchella - 2013 Matteo Collodel - 2012 Daniele Cavasin - 2011 Renzo Zanelli - 2010 Claudio Zanotti - 2009 Davide Cimolai - 2008 Michele Merlo - 2007 Hrvoje Miholjević - 2006 Roberto Ferrari - 2005 Roberto Traficante - 2004 Michele Maccanti | - 2003 Angelo Ciccone - 2002 Giacomo Montanari - 2001 Alberto Loddo - 2000 Cristian Bianchini - 1999 Roberto Savoldi - 1998 Alessandro Rota - 1997 Matteo Frutti - 1996 Mirko Marini - 1995 Alberto Destro - 1994 Paolo Codenotti - 1993 Simone Rebellin - 1992 Fabian Hannich - 1991 Rosario Fina - 1990 Gianvito Martinelli - 1976 Giorgio Casati - 1968 Franco Cortinovis - 1967 Luigi Borghetti - 1953 Vasco Modena - 1949 Guido Bernardi - 1940 Oreste Sartori - 1939 Oreste Conte - 1938 Alfredo Buriani - 1937 Pierino Favalli | - 1936 Attilio Morbiato - 1935 Isidoro Piubellini - 1934 Aldo Canazza - 1933 Giovanni Rossi - 1932 Emmanuele Migliorini - 1931 Alfredo Bovet - 1930 Andrea Minasso - 1929 Severino Canavesi - 1928 Mario Bianchi - 1927 Michele Mara - 1926 Francesco Margaroli - 1925 Pietro Cevini |